# 謝文派恩斯 (加利福尼亞州)
謝文派恩斯（英語：Seven Pines）是位於美國加利福尼亞州因約縣的一個非建制地區。

## 地理
謝文派恩斯的座標為36°47′08″N 118°17′38″W / 36.78556°N 118.29389°W，而該地的平均海拔高度為1,889米（即6,197英尺）。